# Bukurešťská národní katedrála

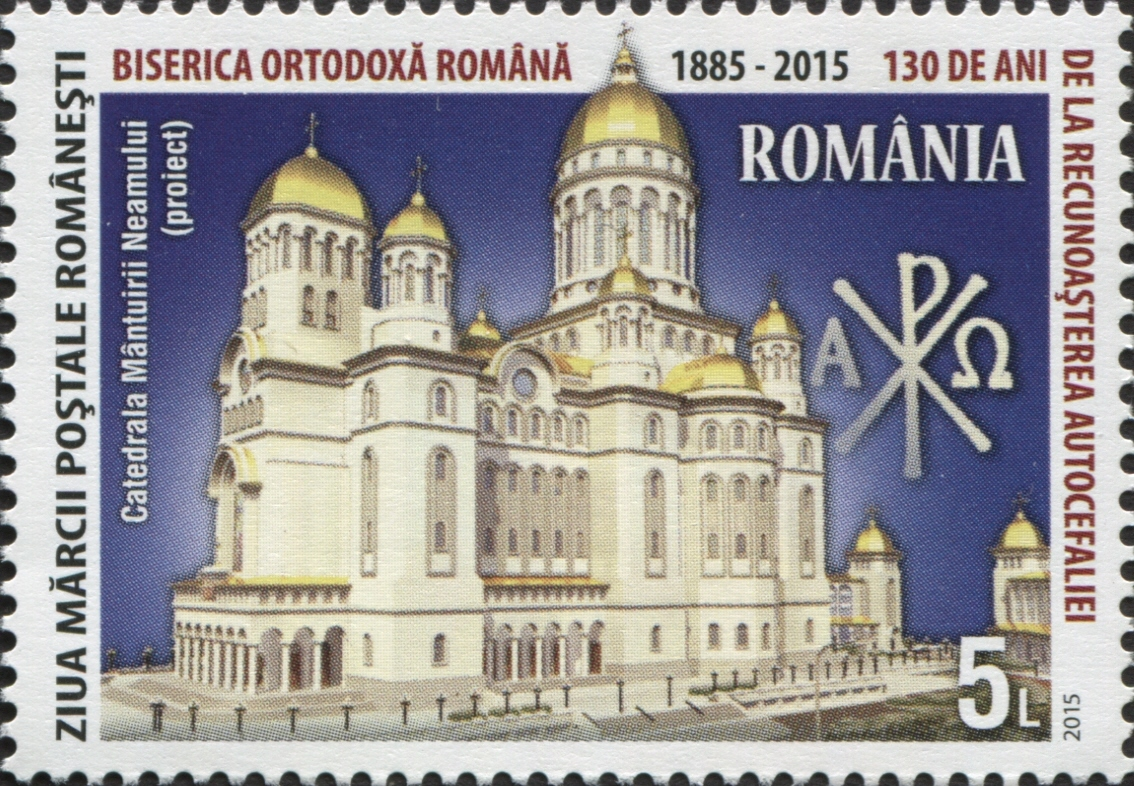
Známka k oslavě 130. výročí autokefality rumunské pravoslavné církve (2015) s obrazem Katedrály spásy lidu

Bukurešťská národní katedrála (rumunsky Catedrala Națională din București), známá také jako Katedrála spásy lidu (rumunsky Catedrala Mântuirii Neamului), je rozestavěná  katedrála rumunské pravoslavné církve  v Bukurešti. Má nahradit katedrálu sv. Konstantina a Heleny, kam se vejde pouze 500 lidí, stát se novou patriarchální katedrálou a „symbolem rumunské duše“.

## Historie
Myšlenka stavby nové katedrály pochází od zesnulého patriarchy Teoctista I., jehož nástupce Daniel ji dále prosazoval. Katedrála je 120 metrů dlouhá, 70 m široká a 120 m vysoká. Pojme 5000 lidí, a tak je jedním z největších pravoslavných kostelů světa. Komplex bude také obsahovat dva víceúčelové sály pro 1000 lidí, dvě poutní ubytovny a polévkovou kuchyni. Financování projektu zajišťuje patriarchát, další významné peníze jsou od velkých dárců a rumunské vlády.
Katedrála se staví v parku Izvor v bezprostřední blízkosti Paláce Parlamentu. Stavební práce začaly 3. září 2010 požehnáním pozemku patriarchou Danielem.
Projekt je částí rumunské veřejnosti kritizován.
25. listopadu 2018 byla katedrála vysvěcena patriarchou Danielem. Náklady na výstavbu od roku 2010 do roku 2018 činily přibližně 110 milionů eur, z nichž je státem financováno 75 procent.

## Zvony
Katedrála obdrží monumentální sestavu šesti zvonů, včetně největšího volně se houpajícího zvonu na světě, který má více než 25 tun. Byl odlit dne 11. listopadu 2016 zvonařstvím Grassmayr; ostatní zvony následovaly 21. dubna 2017. Dohromady váží 32 234 kg.
Přehled zvonů:
| Číslo | Jméno | Ø (cm) | Hmotnost (kg) | Tón | Nápis |
| 1     |       | 335,5  | 25.190        | c0  |       |
| 2     |       | 169,5  | 3.296         | c1  |       |
| 3     |       | 136,1  | 1.685         | e1  |       |
| 4     |       | 112,7  | 933           | g1  |       |
| 5     |       | 103,3  | 709           | a1  |       |
| 6     |       | 87,5   | 430           | c2  |       |